# Протеоформы
Протеоформы (англ. proteoforms) — белковые группы или белковые виды, возникающие за счет модификаций белка: аминокислотных замен (полиморфизм единичных аминокислот) (SAP), альтернативного сплайсинга (AS) и посттрансляционных модификаций (PTM), например фосфорилирования. Термин “белковый вид” или “протеоформа” относится к самой малой единице протеома, то есть полипептиду, имеющему уникальную последовательность и несущему уникальный набор посттрансляционных модификаций. Данный термин не стоит путать с изоформой, более частным термином, характеризующим только аминокислотную последовательность.

## Проект "Протеом человека"
Целью основной фазы проекта «Протеом человека» являлось дополнение мастерного протеома сведениями о формах белков, возникающих в результате различных модификаций – наличия несинонимичных одно-нуклеотидных полиморфизмов в геноме, процессов альтернативного сплайсинга и пострансляционных модификаций. В результате вместо полученного на пилотной фазе мастерного протеома, когда одному гену соответствовал только один (мастерный) белок, в основной фазе проекта было проанализировано всё многообразие возможных протеоформ, кодируемых одним геном. Один ген может кодировать до 100 белков (то есть несколько миллионов протеоформ в масштабах организма) или несколько десятков тысяч для 18-й хромосомы человека.
Основная фаза проекта “Протеом человека” позволит осуществить критическую оценку существующих биоинформатических предсказательных алгоритмов и, возможно, разработать новые алгоритмы, опирающиеся на экспериментальные данные по детектированию неканонических протеоформ.